# Tesserete

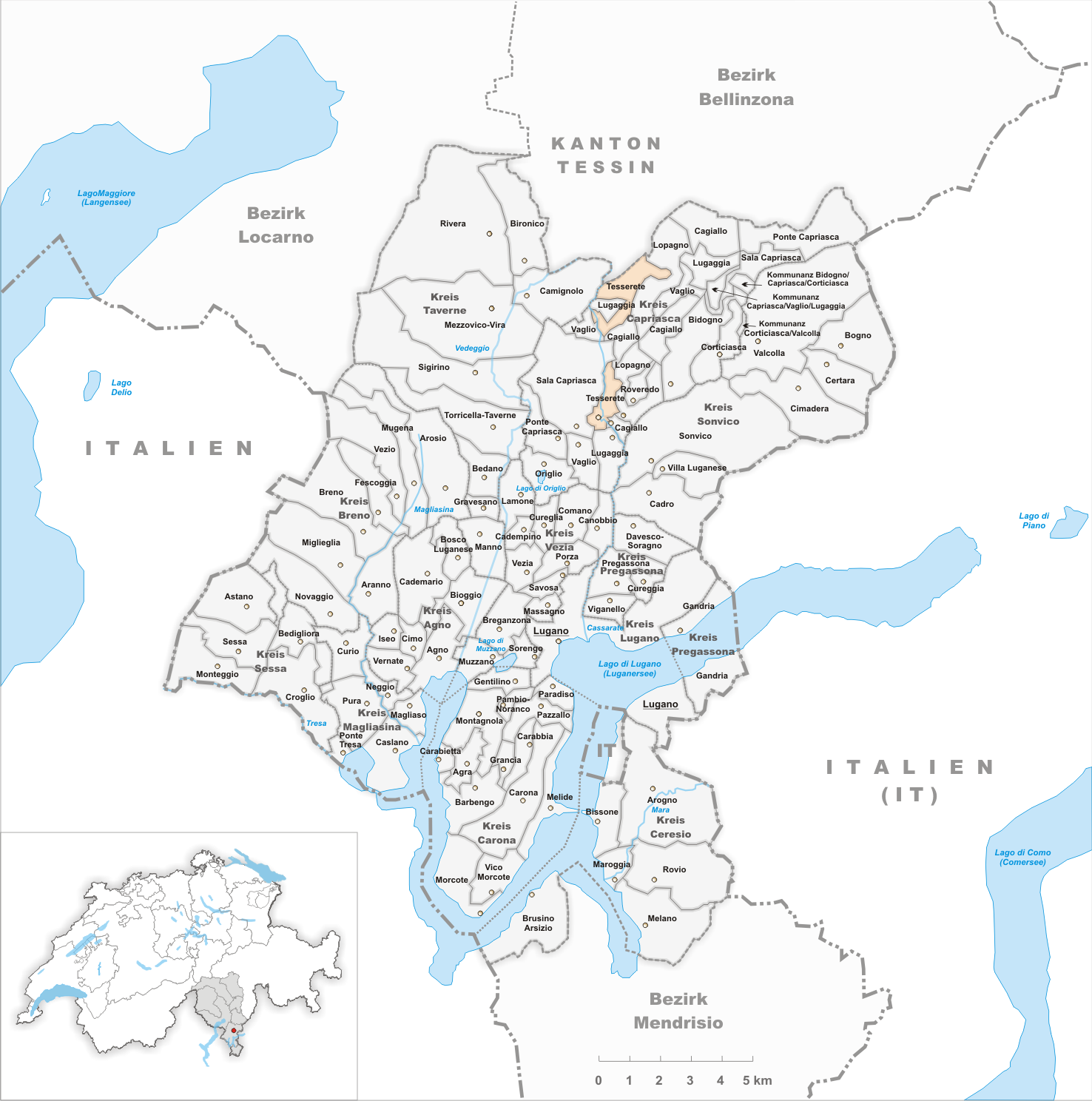
Gemeindestand vor der Fusion am 15. Oktober 2001

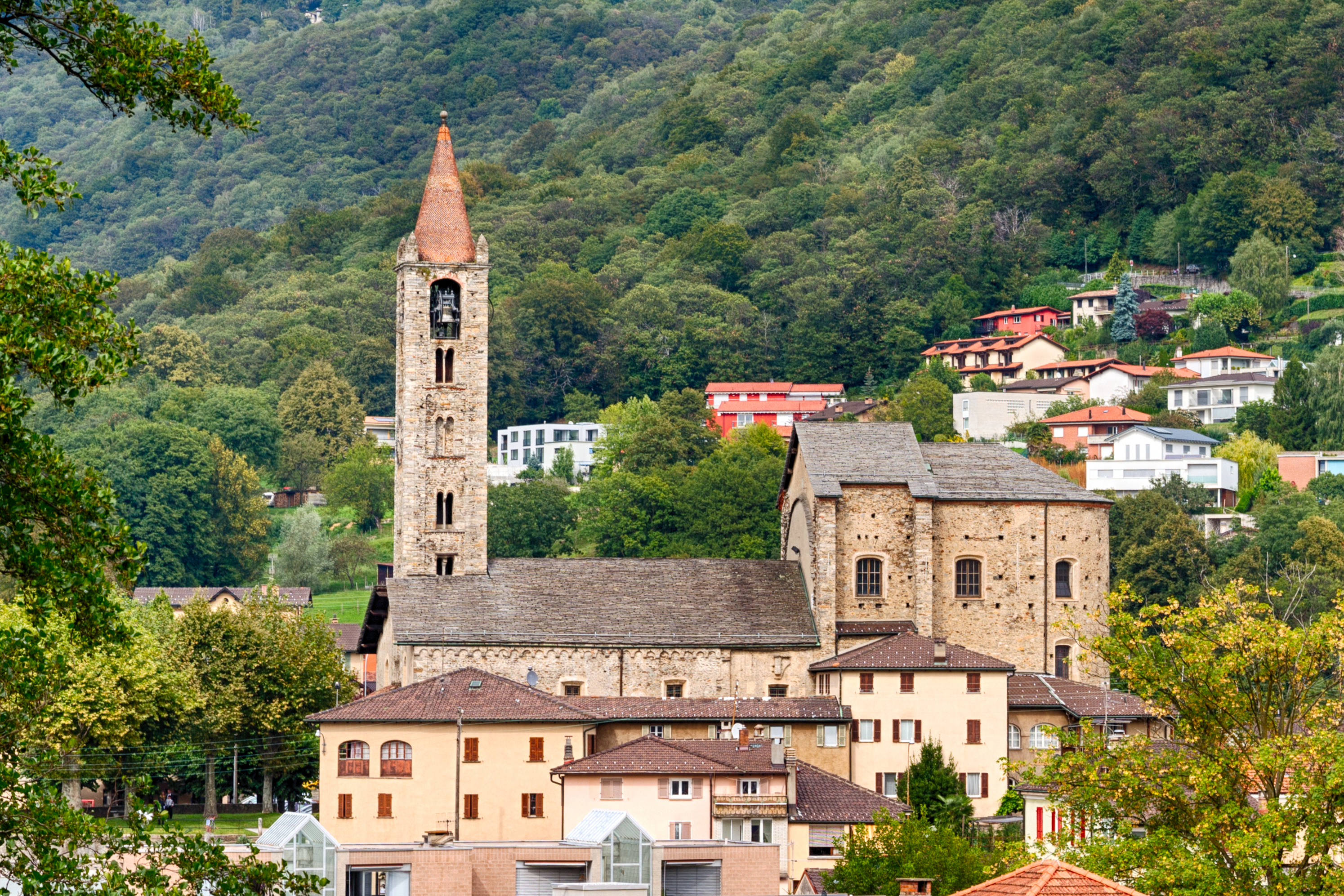
Propsteikirche Santo Stefano

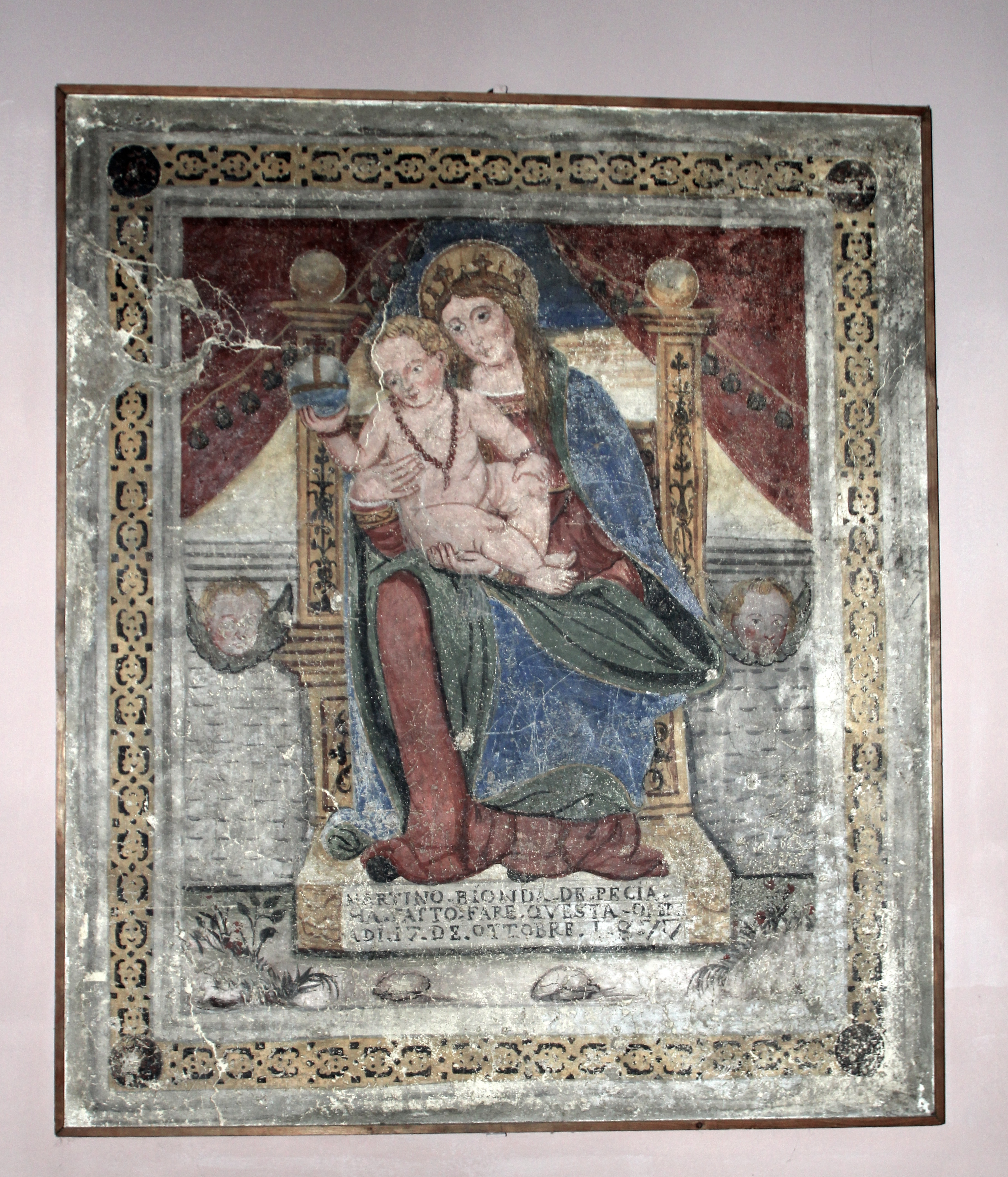
Propsteikirche Santo Stefano, Madonna mit Kind 1577

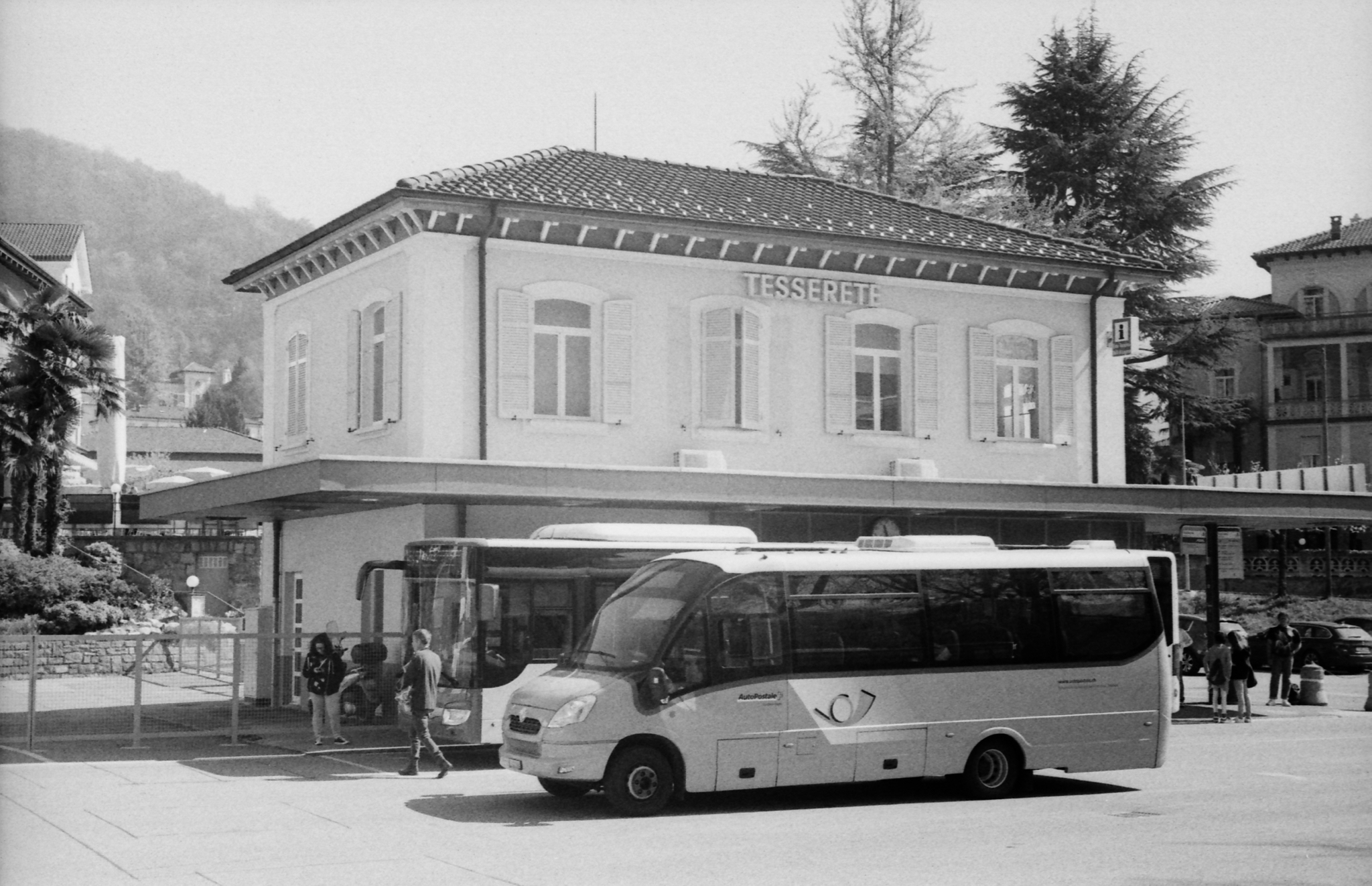
Ehemaliger Bahnhof Lugano-Tesserete

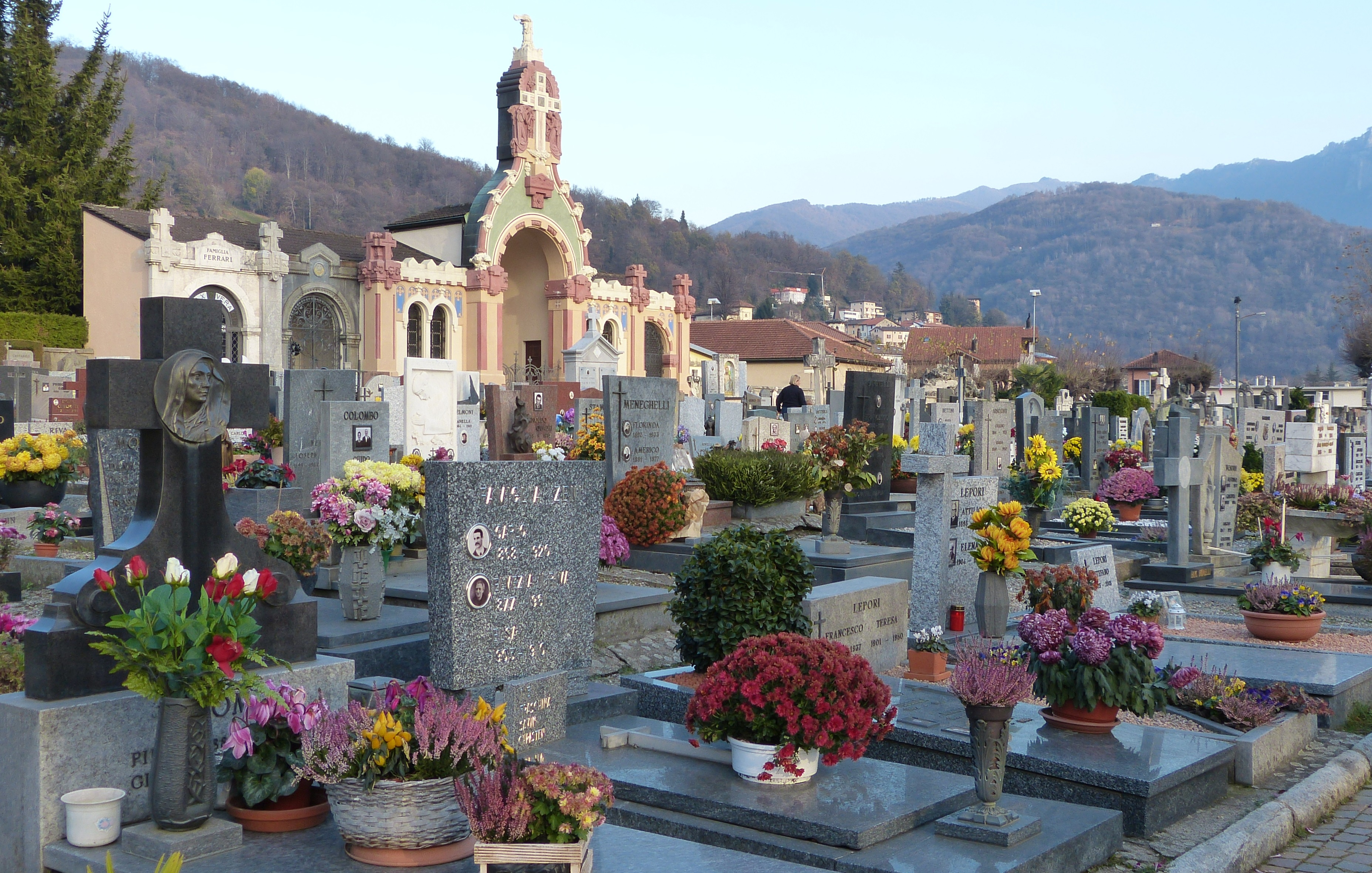
Friedhof

Tesserete ist eine ehemalige politische Gemeinde im Kreis Capriasca, im Bezirk Lugano des Kantons Tessin in der Schweiz.

## Geographie

Tesserete, historisches Luftbild von Werner Friedli (1950)

Das Dorf liegt auf 532 m ü. M. im Val Capriasca, sieben Kilometer nördlich von Lugano.

## Geschichte
Eine erste Erwähnung findet das Dorf im Jahre 1289 unter dem damaligen Namen Tesserario. Die Gemeinde wird 1335 erwähnt. 1413 ist ein castrum Tesserete genannt. Dort begann am 13. Oktober 1413 der römisch-deutsche König Sigismund die Verhandlungen mit den Legaten des Papstes, wobei man übereinkam, das ökumenische Konzil in Konstanz abzuhalten. In der ersten Hälfte des 15. Jahrhunderts hatte Tesserete dem Herzog von Mailand 17 Soldaten zu stellen. 1473 wird eine adlige Familie Grassi von Tesserete erwähnt. Eine Zeichenschule wurde 1843 gegründet, die Eisenbahn Lugano-Tesserete 1909 eröffnet.

## Gemeindefusion
Am 15. Oktober 2001 hat Tesserete mit Campestro und der Fraktion Odogno, Cagiallo, Lopagno, Roveredo Capriasca, Sala Capriasca sowie Vaglio zur neuen Gemeinde Capriasca fusioniert.

## Bevölkerung
Einwohnerzahlen: Volkszählungsdaten

## Unternehmungen
- Cattaneo SA, Impresa Generale di Costruzione[3]

## Sehenswürdigkeiten
- Propsteikirche Santo Stefano, renoviert im 16. Jahrhundert[4][5][6]
- Friedhofskapelle, Architekt: Ernesto Quadri, mit Fresko des Kunstmalers Luigi Rossi[4]
- Gemeindehaus (1889/1890) mit Denkmal Luigi Canonica[4]
- Hotel Tesserete (1910), Architekt: Ernesto Quadri[4]
- Wohnhaus (1840), Architekt: Pietro Nobile[4]
- Altersheim (1976/1978), Architekt: Luca Bellinelli[4]
- Mittelschule und Turnhalle (1974/1984) (1990/1995), Architekt: Luca Bellinelli[4]
- Kirche Sant’Andrea im Ortsteil Campestro[4]
- Villa Carmen (1911), Architekt: Ernesto Quadri[4]
- Oratorium San Paolo (1777) mit Fresko Madonna di Caravaggio, im Ortsteil Odogno[4]
- Wohnhaus-Museum Luigi Rossi[4][7][8]
- Romanische Sarkofage[4]

## Kultur
- Arte del Belcanto[9]

## Sport
- Football Club Stella Capriasca[10]
- Trekking Capanna Monte Bar–Tesserete[11]